# حمض ديميركابتوسوسينيك
حمض ديميركابتوسوسينيك (بالإنجليزية: Dimercaptosuccinic acid)‏ هو دواء يُستعمل في علاج:
- تسمم بالرصاص[8]

## دوره
يلعب هذا الدواء دورًا في علاج الأمراض كونه:
- ترياق

## التسمية
يُسمى أيضًا حمض ثنائي ميركابتوسكسينيك أو ثنائي مركابتو حمض السكسينيك.